# Podział administracyjny Wielkiej Brytanii
Podział administracyjny Wielkiej Brytanii:

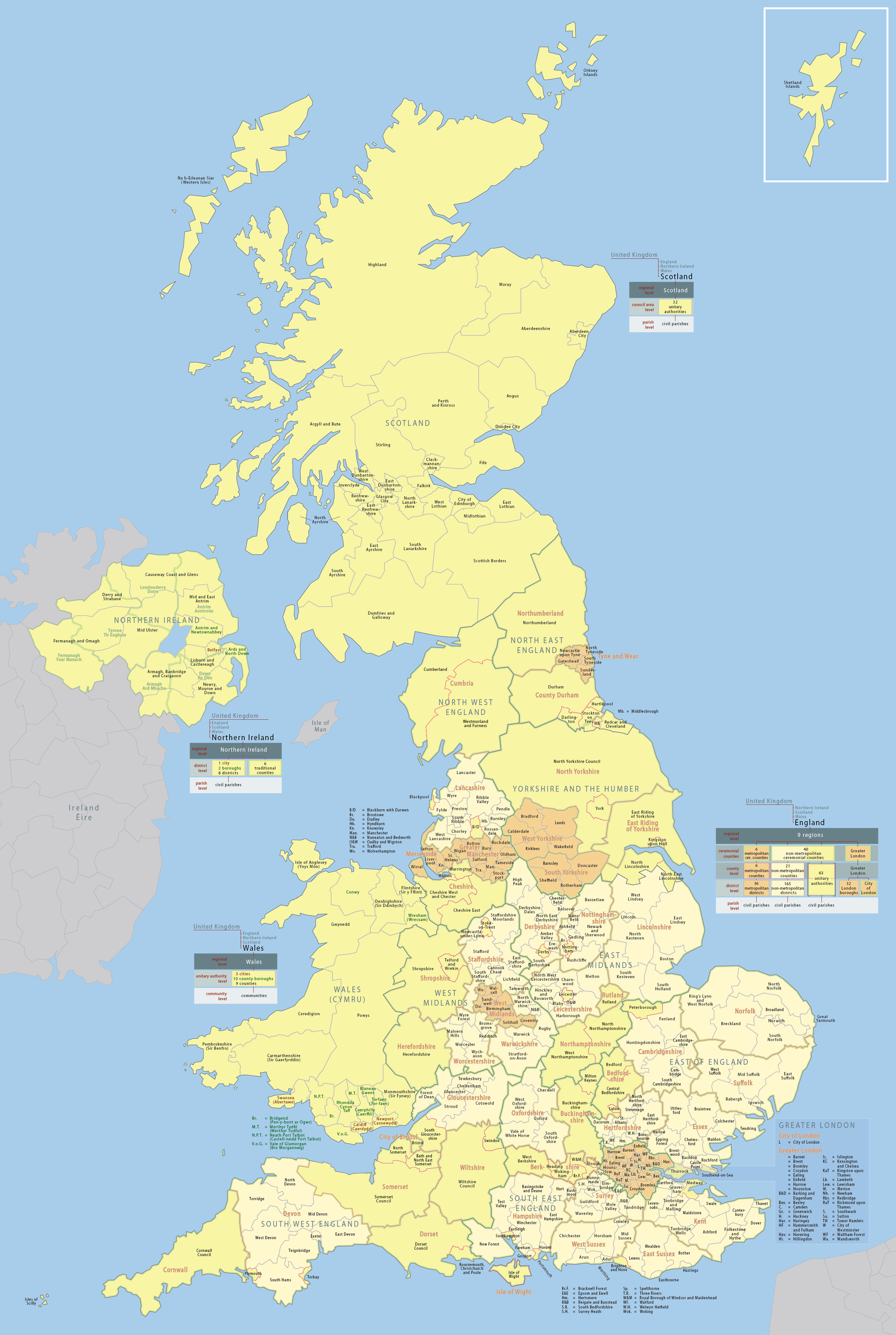

Wielka Brytania podzielona jest na dwa kraje: Anglię i Szkocję; jedno księstwo: Walię; jedną prowincję: Irlandię Północną. Szczegółowy podział administracyjny nie jest ustalony przez rząd centralny, lecz samodzielnie w każdej z części, więc pomiędzy częściami istnieją duże różnice w organizacji administracji samorządowej:
- W Anglii nie ma dualizmu administracji terytorialnej, czyli występowania obok siebie administracji rządowej i samorządowej. Rząd zajmuje się sprawami całego kraju. Istnieje podział na regiony, hrabstwa, dystrykty i parafie (parish) (zob. podział administracyjny Anglii).
- Irlandia Północna od 1973 podzielona jest na dystrykty – początkowo 26, a od 2015 roku jedenaście (zob. podział administracyjny Irlandii Północnej).
- Szkocja od 1996 dzieli się na 32 hrabstwa (zob. podział administracyjny Szkocji).
- Walia również w 1996 podzielona została na 22 jednostki administracyjne: 9 hrabstw, 10 hrabstw miejskich i 3 miasta, wszystkie o równym statusie (zob. podział administracyjny Walii).